# Ваал (река в Африка)
Ваал (на английски: Vaal River, на африкаанс: Vaalrivier, Фалрифир) е река в Република Южна Африка, десен приток (най-голям) на Оранжева река. Дължината ѝ е 1250 km, а площта на водосборния басейн – 196 438 km². Река Ваал води началото си на 1748 m н.в. от западния склон на Драконовите планини, в тяхната северна част в град Брейтен, провинция Трансваал. В горното и средното си течение тече предимно дълбока и тясна долина, най-напред между Драконовите планини на югоизток и планината Витватерсанд на северозапад, а след това през платото Висок Велд, като на значителна част от течението ѝ е граница между провинциите Трансваал на север и Фрайстат на юг. Цялото ѝ течение се характеризира с редуващи се участъци със значителен и малък наклон. В горното си течение има южна и западна посока, а в средното и долното – югозападна. Влива се отдясно в Оранжевата река, на 973 m н.в., на 13 km западно от град Дъглас в Капската провинция. Основни притоци: леви – Вилге, Реностер, Фалс, Фет, Рит (300 km); десни – Хартс (320 km). Има ясно изразено лятно пълноводие (от декември до март). Средният годишен отток в долното ѝ течение е 124,6 m³/s, което, изразено като обем, се равнява на 3600 млн. m³ годишно, а в горното ѝ течение – 600 млн. m³. На река Ваал са изградени два големи язовира – „Ваал-Вилге“ (в горното течение) и „Блумхоф“ (в средното течение), водите на които се използват за водоснабдяване на големия златодобивен район на Република Южна Африка – Витватерсранд. В долното ѝ течение, заедно с десния ѝ приток Хартс, е създадена голяма напоителна система. Долината на Ваал е гъсто населена, като най-големите селища са градовете: Стандертън, Филирс, Феринихинг, Сасолбург, Парейс (Париж), Оркни, Блумхоф, Кристиана, Уорънтън, Дъглас и др.